# Cantonul Arbois
Cantonul Arbois este un canton din arondismentul Lons-le-Saunier, departamentul Jura, regiunea Franche-Comté, Franța.

## Comune
- Abergement-le-Grand
- Arbois (reședință)
- Les Arsures
- La Châtelaine
- La Ferté
- Mathenay
- Mesnay
- Molamboz
- Montigny-lès-Arsures
- Les Planches-près-Arbois
- Pupillin
- Saint-Cyr-Montmalin
- Vadans
- Villette-lès-Arbois